# Minuartia colchica
Minuartia colchica är en nejlikväxtart som beskrevs av Charadze. Minuartia colchica ingår i släktet nörlar, och familjen nejlikväxter. Inga underarter finns listade i Catalogue of Life.